# Кнутвиль
Кнутвиль (нем. Knutwil) — коммуна в Швейцарии, в кантоне Люцерн. 
Входит в состав округа Зурзее. Население составляет 1697 человека (на 31 декабря 2008 года). Официальный код — 1089.